# Njunis
Njunis ist ein 1717 moh. hoher Berg in der Gemeinde Målselv im Fylke Troms in Nordnorwegen. Auf seinem Gipfel befindet sich eine Radarstation. Der Name des Berges kommt aus den samischen Sprachen und bedeutet „(Berg-)Nase“.
Für den Berg sind neben 1717 m auch mehrere divergierende Höhenangaben wie etwa 1713 m oder 1721 m zu finden.
Das Massiv liegt zwischen dem Sanddalen im Norden und dem Anjavassdalen im Süden, zwei Seitentälern des Dividalen im Osten. Der höchste Berg der Gegend zeichnet sich zugleich durch die höchste Baumgrenze aus, die im Anjavassdalen bis auf 700 m reicht. Westlich und östlich des Gipfels befinden sich zwei Gletscher. Der Berg liegt an der nördlichen Grenze des Øvre-Dividal-Nationalparks. 
In den zentralen und oberen Bereichen ist der Berg vornehmlich aus Gabbro und Amphibolit aufgebaut, an den Flanken sind jedoch bis in eine Höhe von 1500 m auch Aufschlüsse von Kalkstein zu finden.
Auf dem Gipfel des Njunis errichtete die NATO 2007 eine silomontierte versenkbare Radaranlage mit 450 km Reichweite. Die Anlage, deren Planung bereits in den 1980er Jahren begonnen wurde, umfasst eine vierstöckige Anlage im Inneren des Berges und ein eigenes Kraftwerk. Sie ist über einen 9,5 km langen Tunnel mit Frihetsli im Dividalen verbunden. Das Radar ist Teil einer ganzen Kette ähnlicher Anlagen entlang der norwegischen Küste, die vor allem der Überwachung der russischen Grenze dient.